# Francesco Marchisano
Francesco Marchisano (Racconigi, 25 juni 1929 - Rome, 27 juli 2014) was een Italiaans geestelijke en een kardinaal van de Rooms-Katholieke Kerk.
Marchisano werd op 29 juni 1952 priester gewijd en vertrok vervolgens naar Rome voor verdere studie. Hij kreeg al snel een positie aangeboden binnen de Romeinse Curie. Hij werd door Giuseppe Pizzardo aangesteld bij de Congregatie voor de Seminaries en de Universiteiten, waar hij tot 1988 zou blijven, laatstelijk met de rang van ondersecretaris. Onderwijl was hij in 1961 monseigneur geworden, aanvankelijk als kapelaan van Zijne Heiligheid en in 1971 als ereprelaat van Zijne Heiligheid.
Op 6 oktober 1988 werd Marchisano benoemd tot secretaris van de Pauselijke Commissie voor het Cultureel Erfgoed van de Kerk en tot titulair bisschop van Populonia. Zijn bisschopswijding vond plaats op 6 januari 1989. Van 1991 tot 2004 was hij president van de Pauselijke Commissie voor Gewijde Archeologie. In 1993 werd hij daarnaast voorzitter van de Pauselijke Commissie voor het Cultureel Erfgoed van de Kerk, wat hij zou blijven tot 2003. Op 9 juli 1994 werd hij tot titulair aartsbisschop bevorderd. In 2002 werd hij benoemd tot president van de Kerkfabriek van Sint-Pieter en tot aartspriester van de Sint-Pietersbasiliek. In 2005 werd hij benoemd tot president van het Arbeidsbureau van de Heilige Stoel, als opvolger van de Belgische kardinaal Jan Schotte.
Tijdens het consistorie van 21 oktober 2003 werd hij kardinaal gecreëerd met de rang van kardinaal-diaken. De Santa Lucia del Gonfalone werd zijn titeldiakonie. Hij nam deel aan het conclaaf van 2005.
Marchisano ging op 3 juli 2009 met emeritaat.
Op 12 juni 2014 kreeg Marchisano de rang van kardinaal-priester. Zijn titeldiakonie werd pro hac vice zijn titelkerk. Een maand later overleed hij op 85-jarige leeftijd. De uitvaart was in de Sint-Pietersbasiliek.
- Gemeinsame Normdatei: 188654135
- International Standard Name Identifier: 0000 0000 6213 198X
- Istituto Centrale per il Catalogo Unico: LIAV062995
- Système universitaire de documentation: 248876015
- Virtual International Authority File: 88837371
- WorldCat: E39PBJrCgbwtQhHQJcG8tmGvHC